# Rádio Clube Português
O Rádio Clube Português foi originalmente uma emissora de radiodifusão fundada a 22 de novembro de 1931. Mais tarde, Rádio Clube foi a designação de uma estação de rádio do Grupo Media Capital e, na atualidade, recuperando o seu nome original, é uma estação de rádio sediada em Newark (Nova Jérsia), nos Estados Unidos da América, dedicada às comunidades da diáspora portuguesa.

## História
O Rádio Clube Português, fundado em 1931, resultou do crescimento do Rádio Clube da Costa do Sol, CT1DY, propriedade de Jorge Botelho Moniz, um oficial do Exército Português, que tomou parte no 28 de maio de 1926.
Durante o Estado Novo, o RCP acabou por tornar-se uma estação de referência. Em 1953, requereu autorização para instalar uma rede de estações de televisão, o que deu origem à Radiotelevisão Portuguesa (RTP). O RCP era o maior acionista da RTP a seguir ao Estado Português. Em 1954, o RCP foi pioneiro em Portugal das emissões por modulação em frequência e, no ano seguinte, foi ativado em Miramar, Vila Nova de Gaia, o primeiro emissor de ondas médias de potência superior a 50 KW.
No começo de 1960, a passagem dos estúdios do Rádio Clube Português da Parede (Cascais) para Lisboa trouxe uma profunda alteração na vida da estação. A decisão coube a Alberto Lima Bastos, um fundador da estação de rádio. As principais razões foram que Lisboa era o centro dos negócios do país e o aumento urbano da Parede, a pouco mais de vinte quilómetros da capital, ameaçava a qualidade das emissões.
O primeiro comunicado do Movimento das Forças Armadas, transmitido na madrugada do 25 de abril de 1974, foi feito aos microfones do RCP, e na sequência da revolução de 25 de Abril, a estação passou a ostentar o lema «Emissora da Liberdade».
O RCP foi nacionalizado em Dezembro de 1975. As suas frequências passaram a difundir, em 1979, a RDP Rádio Comercial. 
Entretanto, em finais dos anos 80, a Correio da Manhã Rádio, pertencente ao Grupo Presslivre (Correio da Manhã), começa as suas emissões, na rede regional Sul que lhe foi concedida.
Em 1993, o Estado decide privatizar a Rádio Comercial, e vende-a ao grupo Presslivre. O grupo encerra o Correio da Manhã Rádio nesse ano, passando a emitir na rede regional sul a Rádio Comercial Onda Média. Ao mesmo tempo são iniciadas as emissões da Rádio Nostalgia (nos 103,0 MHz do Barreiro), uma estação muito famigerada por ter uma programação musical distinta, a tocar músicas dos anos 60, 70 e 80.
Em 1994, a família Botelho Moniz, em colaboração com o Grupo SONAE, ressuscita o RCP, através de uma cadeia de rádios locais. Nesta parceria, a Rádio Nova e a defunta Memória FM emitiram para Lisboa. Esta parceria termina em 1999.
Em 1996, a Rádio Comercial passa a emitir a mesma programação em FM e na OM, terminando assim a Rádio Comercial Onda Média. Na rede regional sul, passa a ser emitida a Rádio Nostalgia. No ano seguinte, o Grupo Presslivre vende as duas estações Rádio Comercial e Nostalgia ao então Grupo SOCI – Sociedade de Comunicação Independente – grupo empresarial que detinha o jornal O Independente, e que actualmente é designado por Media Capital.
Em 2003, a Media Capital muda o nome e a programação da Rádio Nostalgia, passando a designar-se Rádio Clube Português, produto que segue as mesmas linhas musicais da Rádio Nostalgia, mas usa a mesma imagem do antigo Rádio Clube Português. Em 2006, fruto da reformulação interna da Media Capital, o Rádio Clube Português passa a designar-se só Rádio Clube, e a sua programação passa a assentar mais na informação e nos debates.
A estação de rádio encerrou no dia 12 de julho de 2010, devido aos maus resultados económicos resultantes da sua actividade. A Media Capital despediu os 36 trabalhadores do Rádio Clube.
Na atualidade, o Rádio Clube Português reiniciou as suas emissões em frequência AM e em Web rádio a partir do território norte-americano, estando sediada em Newark (Nova Jérsia), nos Estados Unidos, com transmissão de música portuguesa dedicada, sobretudo, às comunidades portuguesas emigrantes.

## Prémios
- Prémio Arco-Íris 2008 da Associação ILGA Portugal

## Frequências em que emitiu
- 1930-1975 (AM) Lisboa (Porto Salvo)  290,13  1034 Khz;
- 1954-1975 (AM) Miramar (Porto) 283,6  782 Khz;
- 1963-1975: (FM) correspondente à actual Rádio Comercial;
- 1994-1999: (FM) 96.6 Lisboa, 100.8 Porto, 97.2 Redondo, 101.1 Moita;
- 2003-2010: (FM) Rede Regional Sul (actual M80), 89.5 Matosinhos (a partir de 2007 - 90.0 Porto), 98.4 Coimbra, 92.9 Braga, 94.4 Aveiro, 97.4 Vila Real, 95.6 Penalva do Castelo, 96.8 Sabugal, 104.4 Manteigas;
- 2005-2010: (AM) 1035 kHz
- 2010: (FM) 96.6 Lisboa (Rádio Clube Português), 105.8 Porto (Rádio Clube de Valongo), 94.4 Aveiro (Rádio Clube de Aveiro), 96.8 Sabugal (Rádio Clube do Sabugal), 103.0 Coimbra (Rádio Clube de Cantanhede), 104.4 Manteigas (Rádio Clube de Manteigas), 97.7 Santarém (Rádio Clube de Santarém)

## Frequências em que emite
- Atualidade: (AM) (Newark) Estados Unidos da América 1640 kHz
- Atualidade: (Web rádio) – Streaming via internet para todo o mundo